# Monardella robinsonii
Monardella robinsonii là một loài thực vật có hoa trong họ Hoa môi. Loài này được Epling ex Munz mô tả khoa học đầu tiên năm 1935.